# Ками (јапанско божанство)
Ками ( јапански: 神, [kaꜜmi]) су духови, појаве или "свете силе" који су поштовани у шинтоизму. Могу бити елементи пејзажа, силе природе, као и бића и квалитете које та бића испољавају; такође могу бити и духови поштованих људи који су мртви. Многи камии се сматрају древним прецима кланова (неки преци би постали камии након смрти ако су могли да отелотворе вредности и врелине камиа у животу). Традиционално гледано, велике и сензационе вође попут цара су могли или су постали камии.
У шинтоизму, камии нису одвојени од природе већ су део ње, поседују позитивне и негативне као и добре и зле карактеристике. Они су манифестација мусубија (結び), повезујућу енергију универзума и сматрају је узорима којима човечанство треба да тежи. За камие се сматра да су "скиревни" од овог света и настаљују комплиментарно постојаље које огледа наше само: шинкаи (神界, "свет камиа"). Да би били у хармонији са страхопоштујућим аспектима природе морамо бити свесни канагара но мичиа (随神の道 или 惟神の道, "начин камиа").

## Етимологија
Ками је јапанска реч за Бога, божанство или дух. Коришћена је за опис ума (心 霊), Бога (コ ッ ト), врховног бића (至上 者), једног од шинтоистичких божанстава, слика, принципа и свега онога што се обожава.
Иако је божанство уобичајена интерпретација камиа, неки шинтоистички научници тврде да такав превод може изазвати неразумевање термина. Широк распон употребе речи ками може се упоредити са санскртском девом и јеврејским Елохимом, који се такође односи на Бога, богове, анђеле или духове.
Неки етимолошки предлози су:
- Ками у свом кориену може једноставно значити дух или аспект духовности. Написана је са канђијем 神, кинеско-јапанским читањем шин или џин. На кинеском, симбол значи божанство.[7]

- У Аину језику, реч kamuy се односи на анимистички концепт врло сличан јапанском камиу. Питање порекла речи и даље је предмет расправе; али генерално се сугерише да је реч Ками позајмна реч од раних Јапанаца коју су усвојили Аину народ.[8]
- Мотори Норинага је у свом Кођики-ден-у дао дефиницију камиа: "... свако биће које има еминентни квалитет за разлику од нормалног и надахњујућ је, назива се камием." [9]

Како јапански обично не разликују граматички број у именицама (једнински и множински облик именица у јапанском су исти), понекад није јасно да ли се ками односи на једну или више створења. Када је потребан сингуларни концепт, -ками (神) се користи као суфикс. Скраћени термин који се обично користи за означавање више камиа је камигами.
Пол се такође не подразумева у речи ками, па се као такав може користити за означавање било мушкарца или жене.

## Историја
Иако шинтоизам нема оснивача, нема свеобухватне доктрине и нема религиозних текстова, Кођики (Записи древних збивања), написан 712. године, и Нихон Шоки (Хронике Јапана), написан 720. године, садрже најранији запис о јапанском миту стварања. Кођики такође садржи описе разних камиа.
У древним традицијама постојало је пет одређених карактеристика камиа:
1. Ками су два ума. Они могу неговати и волети када су поштовани, или могу проузроковати деструкцију и несклад при непоштовању. Ками се морају смирити како би се стекла њихова наклоност и избегао њихов гнев. Традиционално, ками поседују две душе, једну нежну (ниги-митама), а другу асертивну (ара-митама); уз то, у Јамакаге Шинто-у ками имају скривене две додатне душе: једну срећну (саки-митама) и једну мистериозну (куши-митама).[3]
2. Ками нису видљиви људском свету. Уместо тога, они насељавају света места, природне појаве или људе током обреда који траже њихов благослов.
3. Они су покретни, обилазе своја места богослужења, којих може бити неколико, али никада неће остати заувек.
4. Постоји много различитих врста камиа. У Кођикију је наведено 300 различитих класификација камиа и све оне имају различите функције, као што су ками ветра, ками улаза и ками путева.
5. И на крају, сви ками имају различито старатељство или дужност према људима који их окружују. Баш као што људи имају обавезу да чине камие срећним, тако они морају да обављају специфичну функцију објекта, места или идеје.

Ками су концепт који се стално мења, али њихово присуство у животу Јапанаца остало је константно. Најраније улоге камиа биле су као духови засновани на земљи, помажући раним ловачким и скупљачким групама у њиховом свакодневном животу. Обожавани су као богови земље (планина) и мора. Како је узгој риже постао све важнији и преовлађујући у Јапану, идентитет кам прешао је на одржљивије улоге које су директно укључене у раст усева; улоге као што су киша, земља и пиринач.  Та веза између раних Јапанаца и камиа се манифестовала у обредима и церемонијама које су имале за циљ привести ками да расте и заштити жетву. Ови ритуали су такође постали симбол моћи и снаге првих раних царева.
Постоји снажна традиција историје митова у шинтоистичкој вери; један такав мит детаљно описује појаву првог цара, унука богиње Сунца Аматерасу. У овом миту, када је Аматерасу послала свог унука на земљу да влада, она му је дала пет зрна риже, који су узгајани на небеским пољима (Такамагахара). Ова рижа омогућила му је да трансформише "дивљину".
Друштвене и политичке препирке играле су кључну улогу у развоју нових врста камиа, тачније горио-шина (ками светог духа). Горјо су осветољубиви духови мртвих чији су животи били прекинути, али њих је умирила преданост шинтоистичких следбеника, а верује се да сада кажњавају оне који не поштују камие.
Пантеон камиа, попут самих камиа, заувек се мења у дефиницији и обиму. Како су се потребе људи мењале, тако ће се имати и домени и улоге различитих камиа. Неки примери тога су повезани са здрављем, попут камиа малих богиња чија се улога проширила на све заразне болести, или ками чира и израслина који су такође председавали раковима и лечењима рака. 